# Burggymnasium Friedberg
Das Burggymnasium Friedberg ist ein Oberstufengymnasium in Friedberg (Hessen), der Kreisstadt des Wetteraukreises.

## Geschichte
Der eigentliche Anfang der Geschichte des Burggymnasiums ist die Gründung des großherzoglich hessischen Lehrerseminars in den Mauern der Burg Friedberg, welche 1817 erfolgte und den Grundstein für eine weitere schulische Entwicklung in Friedberg legte. Eine Schule im eigentlichen Sinn gibt es innerhalb des Burgareals erst seit 1905 mit der Gründung der Schillerschule, einer höheren Bürgerschule ausschließlich für Mädchen. Ab 1922 konnten auch Jungen auf dem historischen Gelände zur Schule gehen, in die aus dem Lehrerseminar hervorgegangene und in seinen Gebäuden untergebrachte „Aufbauschule“. Diese war für Söhne von Landwirten und Bauern aus abgelegeneren Orten von Wetterau und Vogelsberg gedacht. 1956 wurde die Aufbauschule in Aufbaugymnasium mit Internat umbenannt.
Das Burggymnasium Friedberg existiert in seiner heutigen Form seit 1974, als Schillerschule und Aufbaugymnasium zusammengelegt wurden.
Ein bekannter ehemaliger Schüler ist der Schauspieler Bjarne Mädel, der durch die Rolle des Berthold „Ernie“ Heisterkamp in der Fernsehserie Stromberg bekannt wurde.

## Oberstufengymnasium
Ein Oberstufengymnasium in Hessen wird nur von Schülern der 11., 12. und 13. Klasse besucht. Abgeschlossen wird mit der allgemeinen Hochschulreife (Abitur). Das Lernen gliedert sich in die Einführungsphase und die Qualifikationsphase, in der bereits Punkte für das Abitur gesammelt werden. Das Burggymnasium Friedberg wird von Schülern besucht, die ihre mittlere Reife entweder an einem allgemeinen Gymnasium, einer Realschule oder einer Gesamtschule in einem Umkreis von ca. 30 km erworben haben. Es besteht eine enge Zusammenarbeit mit der Henry-Benrath-Schule (Gesamtschule) in Friedberg: mehrere Lehrkräfte unterrichten gleichzeitig an beiden Schulen.

## Ehemalige Schüler
- Christian Tretbar (* 1979), Journalist, Abitur 1998
- Joana Cotar (* 1973), Politikerin, Abitur 1993
- Bjarne Mädel (* 1978), Schauspieler